# 유수프 야즈즈
유수프 야즈즈(튀르키예어: Yusuf Yazıcı, 1997년 1월 29일 ~ )는 튀르키예의 축구 선수로, 현재 프랑스 리그 1의 릴 OSC에서 공격형 미드필더로 뛰고 있다.